# Karakamani
Karakamani meroéi kusita uralkodó volt az i. e. 6. század végén, 5. század elején. Amaninatakilebtét követte a trónon, utódja Amaniasztabaraqo volt. Dinasztiája többi tagjához hasonlóan Nuriban temették el, a Nu.7 sírba. Piramisán és pár Meroében talált, a nevével ellátott votív tárgyon  kívül máshonnan nem ismert.

## Fordítás
- Ez a szócikk részben vagy egészben  a   Karakamani című német Wikipédia-szócikk ezen változatának fordításán alapul.  Az eredeti cikk szerkesztőit annak laptörténete sorolja fel. Ez a jelzés csupán a megfogalmazás eredetét és a szerzői jogokat jelzi, nem szolgál a cikkben szereplő információk forrásmegjelöléseként.